# Global Television Network
Global Television Network (numit mai frecvent Global sau ocazional Global TV) este un canal de televiziune terestru în limba engleză canadian deținut de Corus Entertainment. Este în prezent al doilea cea mai urmărită rețea de televiziune terestră privată din Canada după CTV și are cincisprezece stații deținute și operate în toată țara.
Global are origini în stația de televiziune regională cu același nume, servind Southern Ontario, care s-a lansat în 1974. Stația din Ontario a fost curând cumpărată de acum-desființata CanWest Global Communications, iar această companie și-a mărit treptat acoperirea națională în deceniile următoare atât prin achiziții cât și prin lansarea de stații noi, construind o cvasi-rețea de stații de televiziune independente, cunoscut ca CanWest Global System, până ce stațiile au fost unite sub marca stației din Ontario în 1997.

## Legături externe
- Site web oficial
- Istoria Global Television Network la Canadian Communications Foundation Arhivat în 23 ianuarie 2009, la Wayback Machine.
- Global News
- http://www.crtc.gc.ca/eng/archive/2011/2011-445.htm
- http://publications.gc.ca/collections/Collection/LR12-2-2005-313.pdf